# Aphytis fioriniae
Aphytis fioriniae är en stekelart som beskrevs av Rosen och Rose 1989. Aphytis fioriniae ingår i släktet Aphytis och familjen växtlussteklar. Inga underarter finns listade i Catalogue of Life.